# Gabriel und der Berg
Gabriel und der Berg ist ein brasilianisch-französischer Film aus dem Jahr 2017. Er zeichnet die Afrikareise des brasilianischen Rucksackreisenden Gabriel Buchmann durch mehrere Länder nach, zwischenzeitlich mit seiner Freundin, bis er am Ende den Berg Mulanji in Malawi besteigt. Mehrere Afrikaner, die Buchmann auf seiner Reise traf, spielen sich selbst. Der Regisseur Filmemacher Fellipe Barbosa war ein Jugendfreund Buchmanns. Der Film gewann beim Filmfest in Cannes 2017 den France 4 Visionary Award und den Gan Foundation Support for Distribution sowie beim Lima Latin American Film Festival 2017 den APC Award und den Preis für die beste Kamera für Pedro Sotero, für den besten brasilianischen Film beim São Paulo International Film Festival 2017 und für das beste Drehbuch den Preis des Verbands der Filmkritiker von São Paulo 2018.